# Otto Deiters
Otto Friedrich Karl Deiters, född 15 maj 1834, död 5 december 1863, var en tysk läkare.
Deiters var lärjunge till Rudolf Virchow, känd framför allt för sina forskningar över innerörat, framlagda i bland annat Untersuchungen über die Schnecke der Vögel (1860) och i Untersuchungen über die Lamina spiralis membranaceæ (1860). Han dog innan han fyllt 30 år, men hann ändå göra sig ett namn inom forskningen. Efter honom har uppkallats bland annat Deiterska cellerna i Cortiska organet och Deiters kärna i förlängda märgen.